# Tanta
Tanta (arabsky طنطا ) je egyptské město ležící v Dolním Egyptě v guvernorátu Gharbíja. V roce 2012 zde žilo 445 560 obyvatel. Město se nachází 94 km severně od hlavního města Káhiry a 130 km jižně od Alexandrie. Tanta je významným centrem pro pěstování bavlny a hlavním železničním uzlem v nilské deltě.